# الشيخ رضا طالباني
الشيخ رضا طالباني (بالكردية: شێخ ڕەزای تاڵەبانی‏) (1835–1910) هو شاعر كردي مشهور من كركوك. وقد كتب طالباني شعره بعدة لغات مثل العربية والكردية والفارسية. كان معظم قصائد الشيخ رضا تدور حول الهجاء والكوميديا الزرقاء.

## حياته
اسمه رضا بن الشيخ عبد الرحمن طالباني بن المُلا أحمد بن المُلا محمود زنكنه، ولد عام 1831 في قرية القرخي قرب جمجمال، بدأ تعليمه مع والده في سن السابعة ودرس الأدب العربي والفارسي والتركي، وفي سن الخامسة والعشرين ذهب إلى اسطنبول في عام 1860 ومكث هناك لمدة سنتين ثم ذهب الى كركوك، وبعد وفاة والده ذهب إلى كويه ومكث مع عمه الشيخ غفور لأكثر من ستة أشهر وكان يريد بنت عمه لكي يتزوجها لكن عمه يرفض ذلك ويذهب إلى كركوك مره اخرى، وفي عام 1866 ذهب إلى اسطنبول للمرة الثانية وذهب للحج عبر مصر، وفي عام 1884 عاد إلى كركوك وزار وسمان باشا ومحمود باشا الجاف ورجال آخرين، زوجه وسمان باشا باسم عديلة خانم كانت تهدي هدايا الى الشيخ رضا، وذهب عام 1898 إلى بغداد وعاش في تقية طالباني، وكان يربطه علاقات وثيقة بأسرة سليم بك البابان والسيد عبد الرحمن النقيب. وتوفي عام 1910 في بغداد ودفن هناك.